# Campionati europei di beach volley 2023
I Campionati europei di beach volley 2023 si sono svolti dal 2 al 6 agosto 2023 a Vienna in Austria. 

## Podi

### Uomini
| Evento                     | Oro                                | Argento                                | Bronzo                            |
| Torneo maschile (dettagli) | Svezia David Åhman Jonatan Hellvig | Paesi Bassi Leon Luini Yorick de Groot | Ucraina Serhi Popov Eduard Reznik |

### Donne
| Evento                      | Oro                                 | Argento                             | Bronzo                                |
| Torneo femminile (dettagli) | Svizzera Tanja Hüberli Nina Brunner | Spagna Daniela Álvarez Tania Moreno | Germania Laura Ludwig Louisa Lippmann |